# 喬丹 (北卡羅萊納州)
喬丹（英語：Jordan）是位於美國北卡羅萊納州約翰斯頓縣的非建制地區。

## 地理
喬丹所處的海拔為高於海平面81米（即266英呎），而該地所採用的時區為UTC-5，即北美东部时区（EST）。同時該地設有夏令時間，為UTC-5調快一小時，即UTC-4（EDT）。